# Strada Lipscani
 (décembre 2023).
Si vous disposez d'ouvrages ou d'articles de référence ou si vous connaissez des sites web de qualité traitant du thème abordé ici, merci de compléter l'article en donnant les références utiles à sa vérifiabilité et en les liant à la section « Notes et références ».
La rue Lipscani (en roumain : Strada Lipscani) est une artère historique roumaine du vieux Bucarest. 

## Situation et accès
Elle est située près des ruines de l'ancienne cour princière construite par Vlad III l'Empaleur.

## Origine du nom
Elle doit son nom au quartier qui l'entoure et qui était le cœur économique de la vieille cité médiévale.

## Historique
Incendiée par les Ottomans en 1595, durant les guerres de Michel le Brave, Bucarest est rebâtie et continue à grandir en taille et en prospérité. Son centre se situe autour de la "grand'rue" (en roumain : Ulița mare) qui, à partir de 1589, est surnommée Lipscani d'après le nom des marchands qui importaient objets, étoffes et denrées de la foire de Leipzig (dans les langues slaves : Lipsca, "la ville des tilleuls"). Au XVIIe siècle, Bucarest devient le centre commercial le plus important de la Valachie et, en 1698, le prince régnant Constantin Brâncoveanu la choisit comme capitale de la principauté.

## Bâtiments remarquables et lieux de mémoire

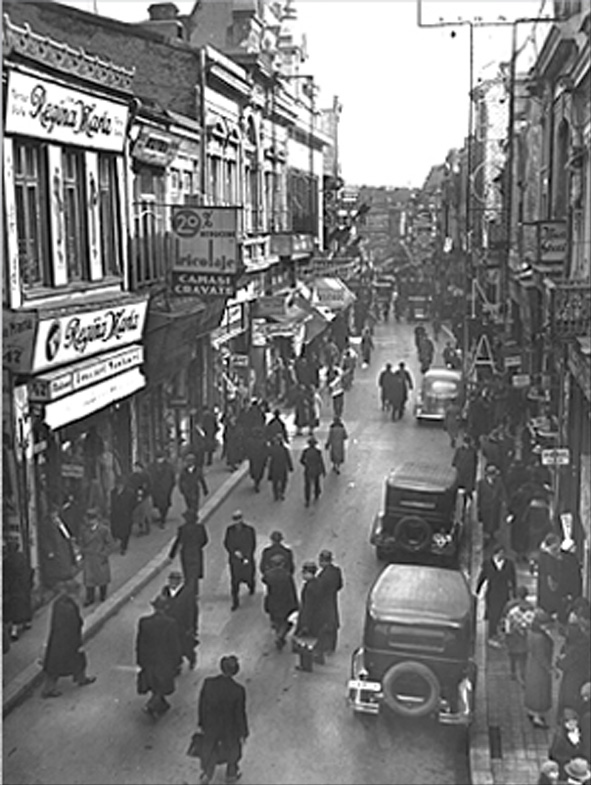
La rue Lipscani dans les années 1930.
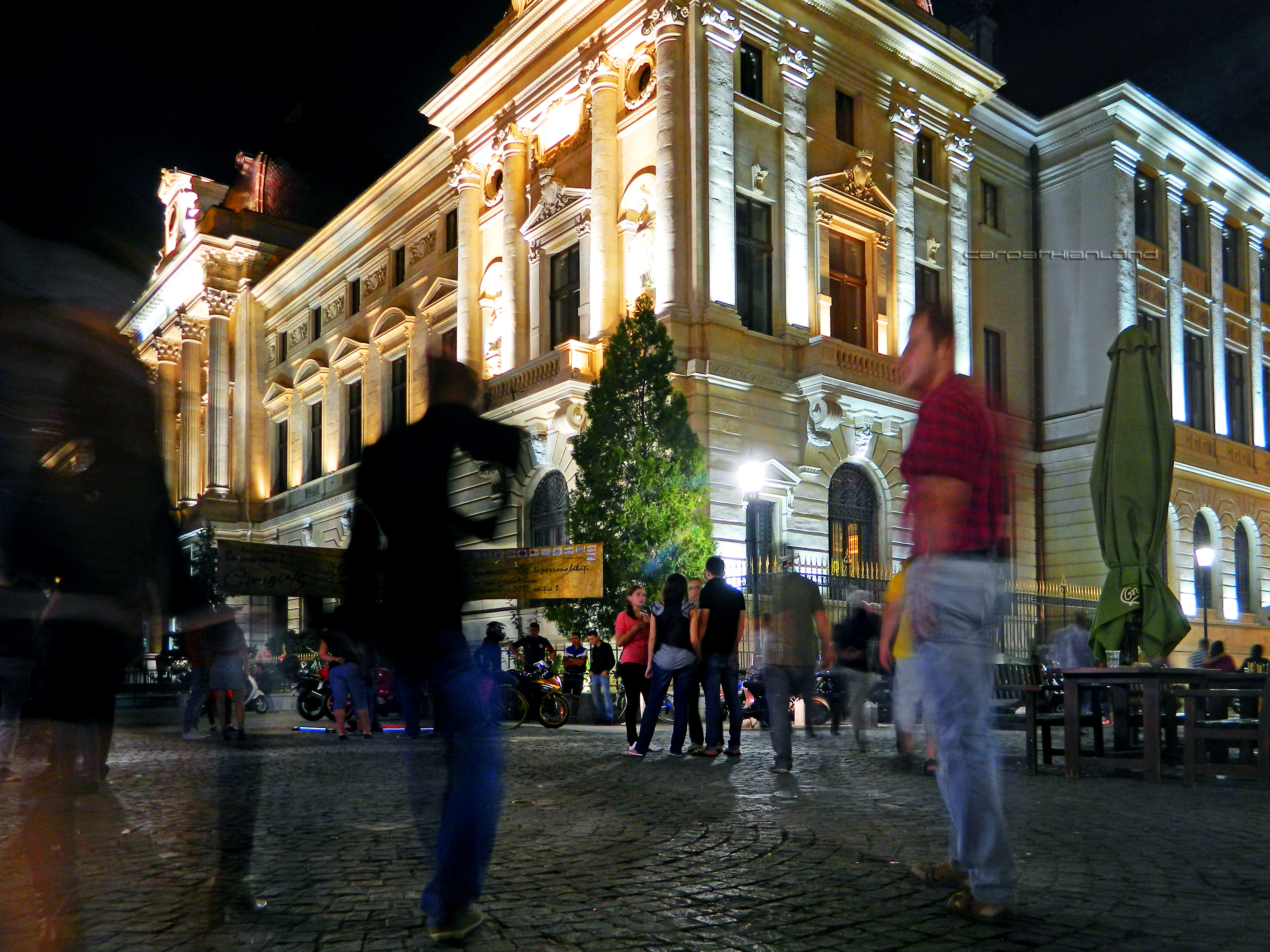
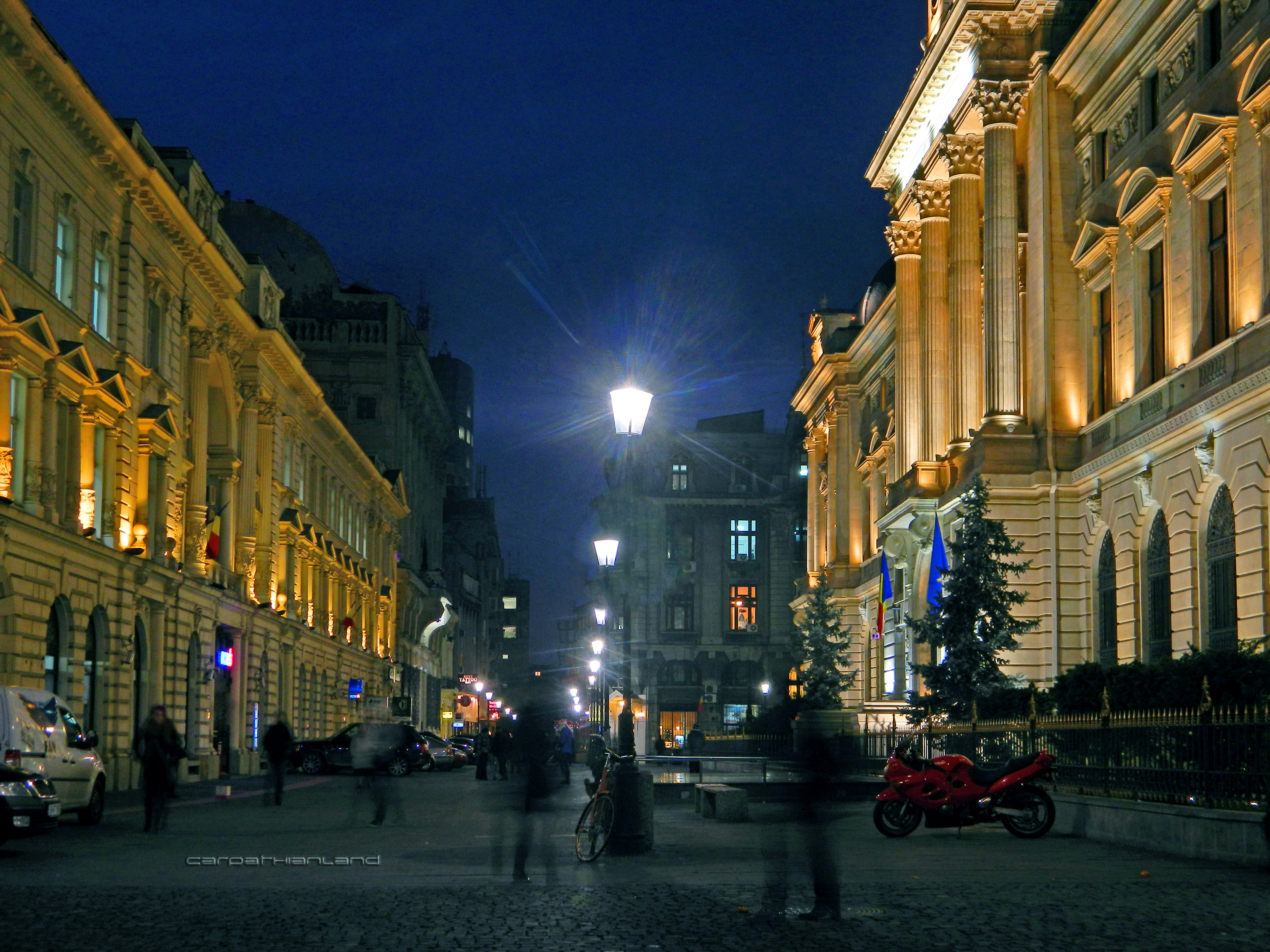
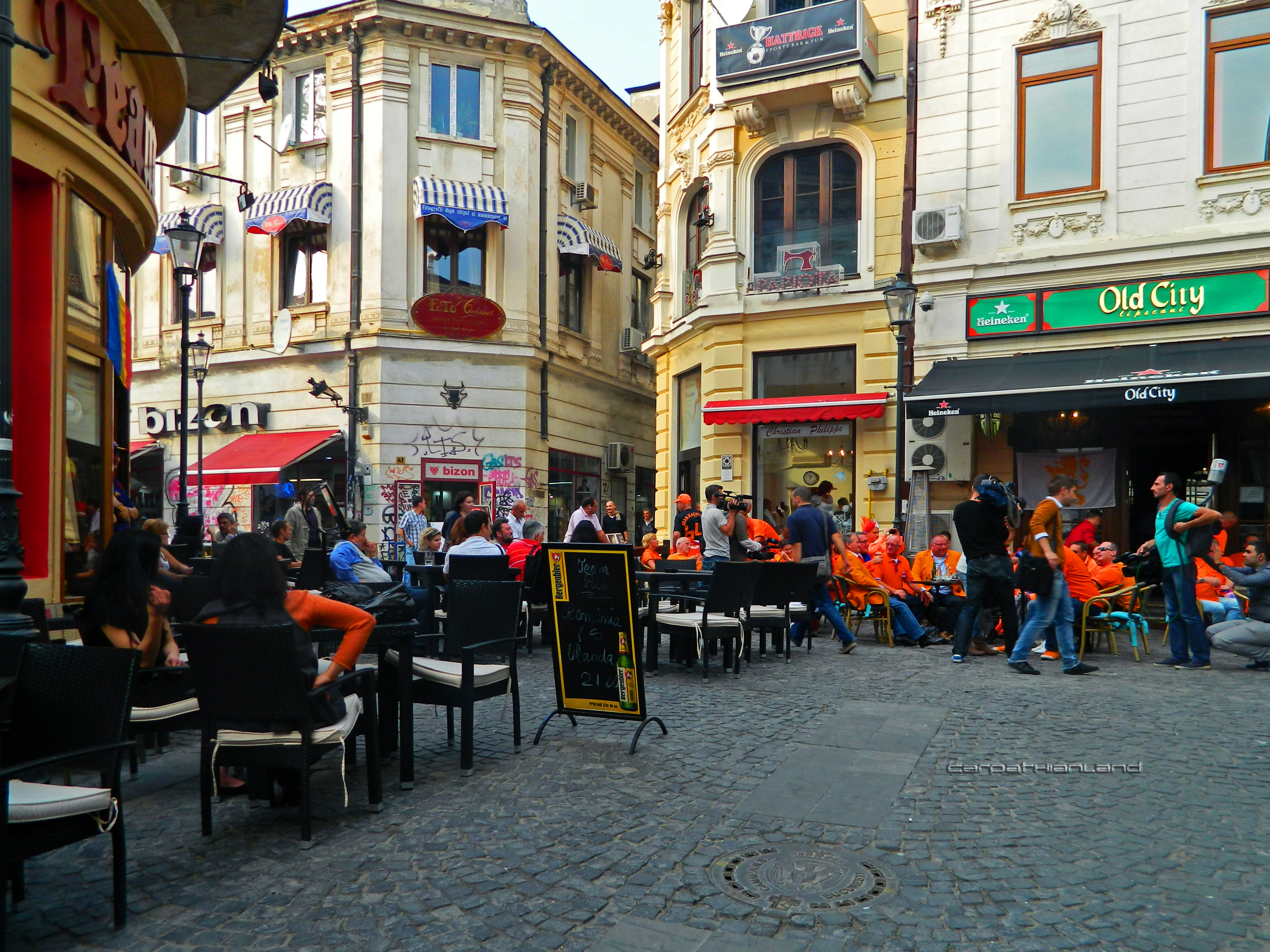
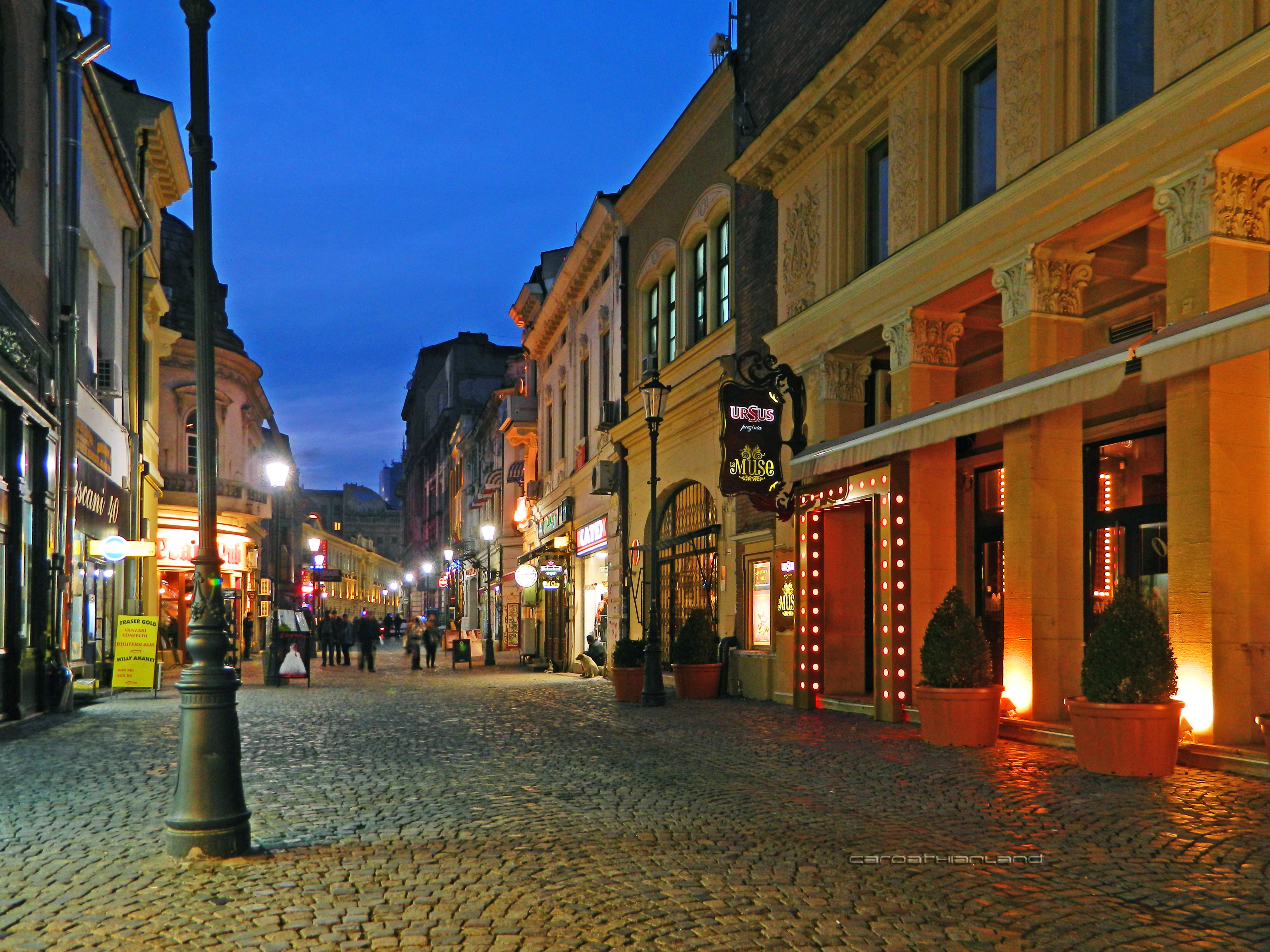